# Birmingham Superprix
L'Halfords Birmingham Superprix fu un appuntamento motoristico tenuto annualmente su un circuito stradale disegnato nel cuore della città britannica di Birmingham, che si tenne tra il 1986 e il 1990. Fino al 1990 il principale evento tenuto fu una gara dell'International Formula 3000 supportata da gare del BTCC, della Formula Ford 1600 così come gare di vetture sport.

## La storia

### I primi progetti
L'idea di tenere una corsa sulle strade di Birmingham venne discussa per la prima volta nel 1966. Un consigliere comunale chiese a Martin Hone di immaginare un progetto in tal senso, da portare all'attenzione del consiglio comunale cittadino. Stirling Moss ottenne il permesso dallo stesso di tenervi così una gara nel 1972, anche se poi l'evento non si concretizzò. Nel 1976 il pilota belga Patrick Nève, con una Brabham BT45, effettuò un giro dimostrativo sul Bullring.
Non vi furono ulteriori sviluppi fino al 6 novembre 1984 quando il consiglio comunale inviò una proposta di legge, la Birmingham Road Race Bill al Parliamento. All'epoca infatti la legge inglese non permetteva la creazione di circuiti automobilistici cittadini. La legge venne approvata nell'aprile 1985 e ottenne l'assenso reale nell'ottobre dello stesso anno.

### La Formula 3000
L'evento era concentrato su una gara con vetture di Formula 3000, all'epoca la categoria più importante dopo la Formula 1. Il circuito fu disegnato attorno al centro cittadino, e venne programmato in due giorni in corrispondenza dell'August Bank Holiday.

### 1986
Nel 1986 si tenne il primo SuperPrix. La gara fu caratterizzata dalla pioggia, dovuta al passaggio della parte terminale dell'Uragano Charley. In prima fila scattarono Pierluigi Martini e Luis-Perez Sala, seguiti da Andrew Gilbert Scott. Il leader del campionato era l'italiano Ivan Capelli. A causa del ritardo della partenza la gara fu accorciata nella distanza. La gara venne inoltre interrotta con la bandiera rossa dopo un incidente di Scott, che andò a sbattare contro la vettura lasciata ferma da Alain Ferté, bloccando il tracciato. La gara venne vinta così da Luis Pérez-Sala davanti a Pierluigi Martini e Michel Ferté. Ai piloti venne assegnato metà del punteggio previsto.

### 1987
La gara del 1987 fu asciutta. Maurício Gugelmin ottenne la pole, davanti a Stefano Modena. Proprio Modena vinse davanti a Moreno, quest'ultimo autore di un bel recupero. Gugelmin terminò terzo.

### 1988
Anche la gara del 1988 fu asciutta ma venne caratterizzata da tre partenze: la prima volta la gara fu interrotta da un incidente che vide protagonisti David Hunt (fratello di James Hunt) con Claudio Langes, dovuto al rallentamento provocato da un altro incidente, quello tra Bertrand Gachot e Andy Wallace alla Zenith Turn. Il secondo stop fu dovuto a un incidente di Russell Spence. Roberto Moreno conquistò la vittoria, davanti a Martin Donnelly e Martini.
Il ritardo nella conclusione della gara di F300 provocò l'annullamento di tutte le gare di contorno.

### 1989
Nel 1989 Martin Donnelly, durante le qualificazioni, dopo un testacoda, abbandonò la vettura alla Holts Corner; la vettura venne poi tamponata dal sopraggiungente Erico Cheli. Il suo team (gestito da Eddie Jordan) riparò la sua Reynard anche se fu costretto a partire con una livrea incompleta. Il suo compagno di scuderia, Jean Alesi, combatté per tutta la gara con Marco Apicella, prevalendo solo per pochi centesimi. Donnelly chiuse terzo.

## Il circuito
Il circuito del Birmingham SuperPrix si sviluppava nella zona sud-est di Birmingham. Lungo 3975 m, veniva percorso in senso antiorario.
Tipico circuito cittadino con curve ad angolo retto, dopo il rettilineo di partenza svoltava a sinistra per percorrere un altro rettilineo, spezzato dalla British Telecom Chicane. Si giungeva poi al tornante Halfords Corner, che rimetteva i piloti sul rettilineo precedente, percorso in senso contrario. Al termine vi era la Ferodo Corner, curva a 90° a destra che immetteva in un altro rettifilo, al termine del quale tre curve veloci (Redex, Tandom e Shell) riportavano all'arrivo.